# Joncherey
Cet article possède un paronyme, voir Jonchery.
Joncherey (Guntscherach en allemand) est une commune française située dans le département du Territoire de Belfort, la région culturelle et historique de Franche-Comté et la région administrative Bourgogne-Franche-Comté.
Ses habitants sont appelés les Joncherois.

## Géographie

### Situation
L'altitude moyenne de la commune est de 375 m. Le village est traversé par la rivière Covatte (formée de la confluence entre la Coeuvatte et la Vendline - orientée est-ouest) qui se jette dans l'Allaine (orientée sud-nord) sur le territoire de la commune. Ces rivières ont un régime hydraulique de maxima printaniers et automnaux. Le village est implanté sur les basses collines longeant l'est de la plaine alluviale de l'Allaine formée par un ancien bras du Rhin. Ces collines sont les premiers contreforts de la chaîne du Lomont et des Franches-Montagnes, bordure nord-est du massif jurassien avant la trouée de Belfort, plateau de basse altitude formant passage entre la plaine d'Alsace et la plaine d'effondrement bourguignonne.
L'urbanisation du hameau initial s'est développée le long de l'axe principal formé par la ligne de chemin de fer Belfort - Delle (construite en 1866) et la route reliant Belfort à la Suisse selon un schéma global nord-sud.
| Grandvillars | Boron     |          |
| Thiancourt   | Joncherey | Faverois |
|              | Delle     |          |

### Voies de communication et transports
Le village de Joncherey est traversé par la départementale 19 (D 19) du nord au sud, principal axe de communication de la commune. La D 19 relie Delle à Morvillars. Cette route faisait partie du réseau national jusqu'à la construction de la nouvelle route nationale 19 (RN 1019) à l'est du village. La départementale 463 (D 463) relie la D 19 de Joncherey à Bâle (Suisse) en traversant le département du Haut-Rhin. L'accès à la RN 1019 peut se faire par Delle ou par Grandvillars car il n'existe pas de bretelle de sortie directe vers Joncherey.
La ligne de Belfort à Delle traverse le village. Cette ligne ferroviaire a été fermée au trafic voyageur (connexions Delle-Belfort / Bienne-Délemont-Porrentruy-Belfort) et marchandises en 1993. Un projet de réouverture prévoit la création d'une halte TER Franche-Comté au centre de la commune. Cette nouvelle desserte permettra de rejoindre la nouvelle gare de Belfort - Montbéliard TGV en 10 minutes et Belfort en 20 minutes avec un cadencement à la demi-heure en heures de pointe et à l'heure le reste de la journée. La réouverture de la ligne est prévue pour fin 2012 au plus tôt et nécessite d'importants travaux dans la commune en particulier la réalisation d'ouvrages de franchissement de la voie aux entrées nord et sud du village.

### Climat
Pour des articles plus généraux, voir Climat de la Bourgogne-Franche-Comté et Climat du Territoire de Belfort.
En 2010, le climat de la commune est de type climat de montagne, selon une étude du Centre national de la recherche scientifique s'appuyant sur une série de données couvrant la période 1971-2000. En 2020, Météo-France publie une typologie des climats de la France métropolitaine dans laquelle la commune est exposée à un climat semi-continental et est dans la région climatique  Vosges, caractérisée par une pluviométrie très élevée (1 500 à 2 000 mm/an) en toutes saisons et un hiver rude (moins de 1 °C). 
Pour la période 1971-2000, la température annuelle moyenne est de 9,7 °C, avec une amplitude thermique annuelle de 17,5 °C. Le cumul annuel moyen de précipitations est de 1 113 mm, avec 12,3 jours de précipitations en janvier et 10,4 jours en juillet. Pour la période 1991-2020, la température moyenne annuelle observée sur la station météorologique installée sur la commune est de 10,5 °C et le cumul annuel moyen de précipitations est de 1 086,9 mm. 
La température maximale relevée sur cette station est de 39 °C, atteinte le 7 août 2015 ; la température minimale est de −25 °C, atteinte le 7 janvier 1985,,. 
| Mois                                  | jan.           | fév.             | mars         | avril           | mai           | juin          | jui.            | août           | sep.            | oct.            | nov.          | déc.            | année    |
| ------------------------------------- | -------------- | ---------------- | ------------ | --------------- | ------------- | ------------- | --------------- | -------------- | --------------- | --------------- | ------------- | --------------- | -------- |
| Température minimale moyenne (°C)     | −1,6           | −1,7             | 0,6          | 3,4             | 7,5           | 11,1          | 12,8            | 12,4           | 9               | 5,8             | 1,8           | −0,9            | 5        |
| Température moyenne (°C)              | 2              | 2,9              | 6,4          | 9,9             | 14            | 17,8          | 19,6            | 19,3           | 15,2            | 10,9            | 5,8           | 2,6             | 10,5     |
| Température maximale moyenne (°C)     | 5,5            | 7,5              | 12,1         | 16,4            | 20,5          | 24,4          | 26,4            | 26,1           | 21,4            | 16              | 9,8           | 6,1             | 16       |
| Record de froid (°C) date du record   | −25 07.01.1985 | −19,6 21.02.1986 | −20 01.03.05 | −7,5 13.04.1986 | −4 05.05.1979 | −0,5 03.06.06 | 2,5 18.07.1970  | 0,5 20.08.1972 | −1,2 30.09.1995 | −7,5 31.10.1997 | −13 30.11.10  | −21,5 20.12.09  | −25 1985 |
| Record de chaleur (°C) date du record | 18,5 01.01.23  | 22,5 24.02.21    | 27 31.03.21  | 29,5 21.04.18   | 33 28.05.17   | 37 26.06.19   | 38,1 03.07.1976 | 39 07.08.15    | 33,7 11.09.23   | 30,9 02.10.23   | 25,5 07.11.15 | 21,1 16.12.1989 | 39 2015  |
| Précipitations (mm)                   | 82,9           | 78               | 78,8         | 79,9            | 102,3         | 93,2          | 83,6            | 97,8           | 82,8            | 101             | 97,7          | 108,9           | 1 086,9  |

| Diagramme climatique                                  |           |             |             |              |              |              |              |           |          |            |              |
| J                                                     | F         | M           | A           | M            | J            | J            | A            | S         | O        | N          | D            |
| 5,5−1,682,9                                           | 7,5−1,778 | 12,10,678,8 | 16,43,479,9 | 20,57,5102,3 | 24,411,193,2 | 26,412,883,6 | 26,112,497,8 | 21,4982,8 | 165,8101 | 9,81,897,7 | 6,1−0,9108,9 |
| Moyennes : • Temp. maxi et mini °C • Précipitation mm |           |             |             |              |              |              |              |           |          |            |              |

Les paramètres climatiques de la commune ont été estimés pour le milieu du siècle (2041-2070) selon différents scénarios d'émission de gaz à effet de serre à partir des nouvelles projections climatiques de référence DRIAS-2020. Ils sont consultables sur un site dédié publié par Météo-France en novembre 2022.

## Urbanisme

### Typologie
Au 1er janvier 2024, Joncherey est catégorisée petite ville, selon la nouvelle grille communale de densité à sept niveaux définie par l'Insee en 2022.
Elle appartient à l'unité urbaine de Delle (partie française), une agglomération internationale regroupant trois  communes, dont elle est une commune de la banlieue,,. Par ailleurs la commune fait partie de l'aire d'attraction de Delle (partie française), dont elle est une commune du pôle principal,. Cette aire, qui regroupe 8 communes, est catégorisée dans les aires de moins de 50 000 habitants,.

### Occupation des sols
L'occupation des sols de la commune, telle qu'elle ressort de la base de données européenne d’occupation biophysique des sols Corine Land Cover (CLC), est marquée par l'importance des forêts et milieux semi-naturels (41 % en 2018), une proportion identique à celle de 1990 (41 %). La répartition détaillée en 2018 est la suivante : forêts (41 %), zones agricoles hétérogènes (27 %), zones urbanisées (18 %), prairies (6,2 %), eaux continentales (4,8 %), terres arables (3,1 %). L'évolution de l'occupation des sols de la commune et de ses infrastructures peut être observée sur les différentes représentations cartographiques du territoire : la carte de Cassini (XVIIIe siècle), la carte d'état-major (1820-1866) et les cartes ou photos aériennes de l'IGN pour la période actuelle (1950 à aujourd'hui).

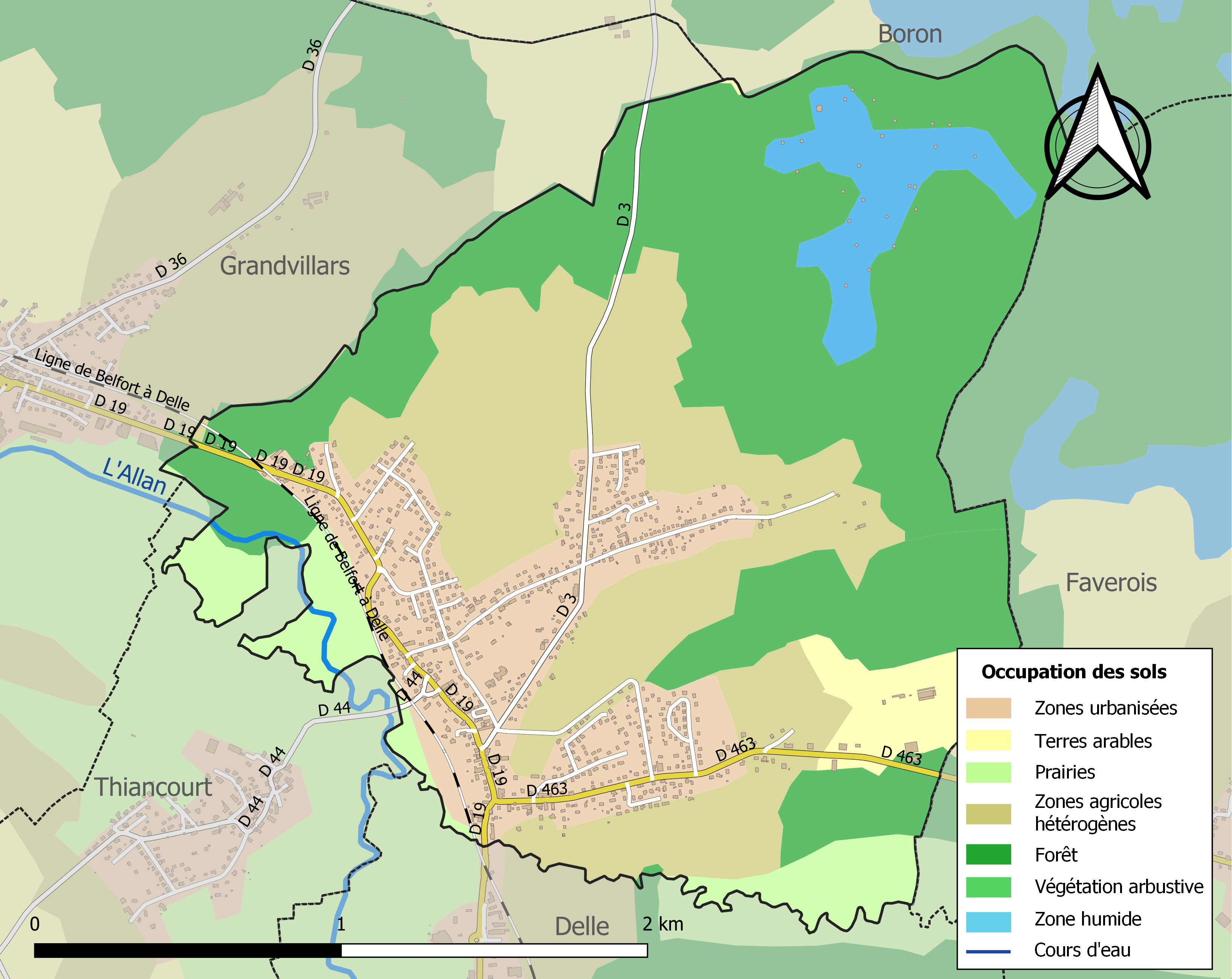
Carte des infrastructures et de l'occupation des sols de la commune en 2018 (CLC).

## Toponymie
- Alodium de Joncheres (962), Jungeris (1114), Juncherye (1290), Juncheri (1291), Gvntscherach/Gúntscherach (1303), Joncherey (1360), Schunschera (1394), Zimsere (1576), Joncheray Haut et Bas (1793), Jonchery (1801).

## Histoire

### Faits historiques
L'histoire de Joncherey est un peu celle de Delle, toute proche. À l'époque romaine, le territoire du village était traversé par une voie secondaire qui reliait la voie militaire Mandeure-Augst à Vellescot. En 728 le comte Eberhard, fils du duc d'Alsace Adalbert, offrait à l'abbaye de Murbach, qu'il venait de fonder, les biens qu'il possédait à Delle et Joncherey. Un acte daté de 1290 mentionne Juncherye pour la première fois, en précisant qu'il s'agit de la partie inférieure du village, ce qui laisse supposer que ce dernier était constitué d'au moins deux hameaux. Cette distinction est confirmée par la suite lorsqu'il est fait mention de Grand-Joncherey et Petit-Joncherey. On rencontre aussi le nom de Guntscherac dans les actes rédigés en allemand.
Sur le plan religieux, Grand-Joncherey dépend de la paroisse de Boncourt (Suisse), tandis que Petit-Joncherey est rattaché à Delle. Cette situation dura jusqu'à la Révolution. Après le Concordat, en 1802 les habitants de Joncherey étaient paroissiens de Delle et le sont restés jusqu'à la construction de l'église Saint-André de Joncherey (photos) et l'institution de la nouvelle paroisse, le 18 mars 1865.
Les deux premiers morts de la Première Guerre mondiale furent tués à Joncherey le 2 août 1914. Le soldat français était le caporal Jules-André Peugeot. Un monument lui est dédié près de l'endroit où il fut tué. Le soldat allemand était le sous-lieutenant Albert Mayer.
Le 1er octobre 1972, Joncherey, Delle et Lebetain unissent leurs destins au travers d'une fusion de communes. Cette association ne dure cependant que quelques années, Lebetain retrouvant ses prérogatives municipales dès 1980 et Joncherey en 1983.

### Héraldique
| Armes de Joncherey | Les armes peuvent se blasonner ainsi : Coupé, au premier de gueules à deux hachettes d'argent emmanchées d'or posées en sautoir et adossées, au second d'or à une touffe de joncs de sinople issant de la pointe. |

## Politique et administration

### Liste des maires
| Période                                  | Période  | Identité          | Étiquette | Qualité                                |
| ---------------------------------------- | -------- | ----------------- | --------- | -------------------------------------- |
| Les données manquantes sont à compléter. |          |                   |           |                                        |
| 1963                                     | 2001     | Paul Michaillard  | RPR/UMP   | Conseiller général - chef d'entreprise |
| mars 2001                                |          | Maurice Nicoud    |           | Cadre en entreprise                    |
|                                          | En cours | Jacques Alexandre |           |                                        |

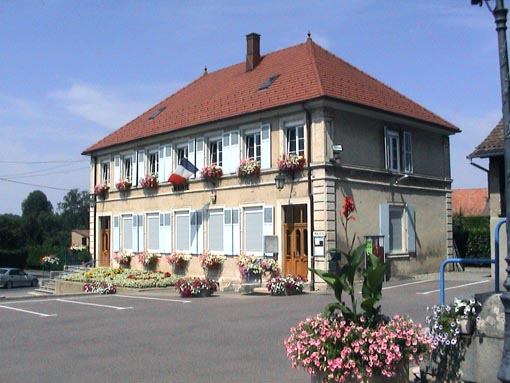
Mairie du village de Joncherey avant sa rénovation.

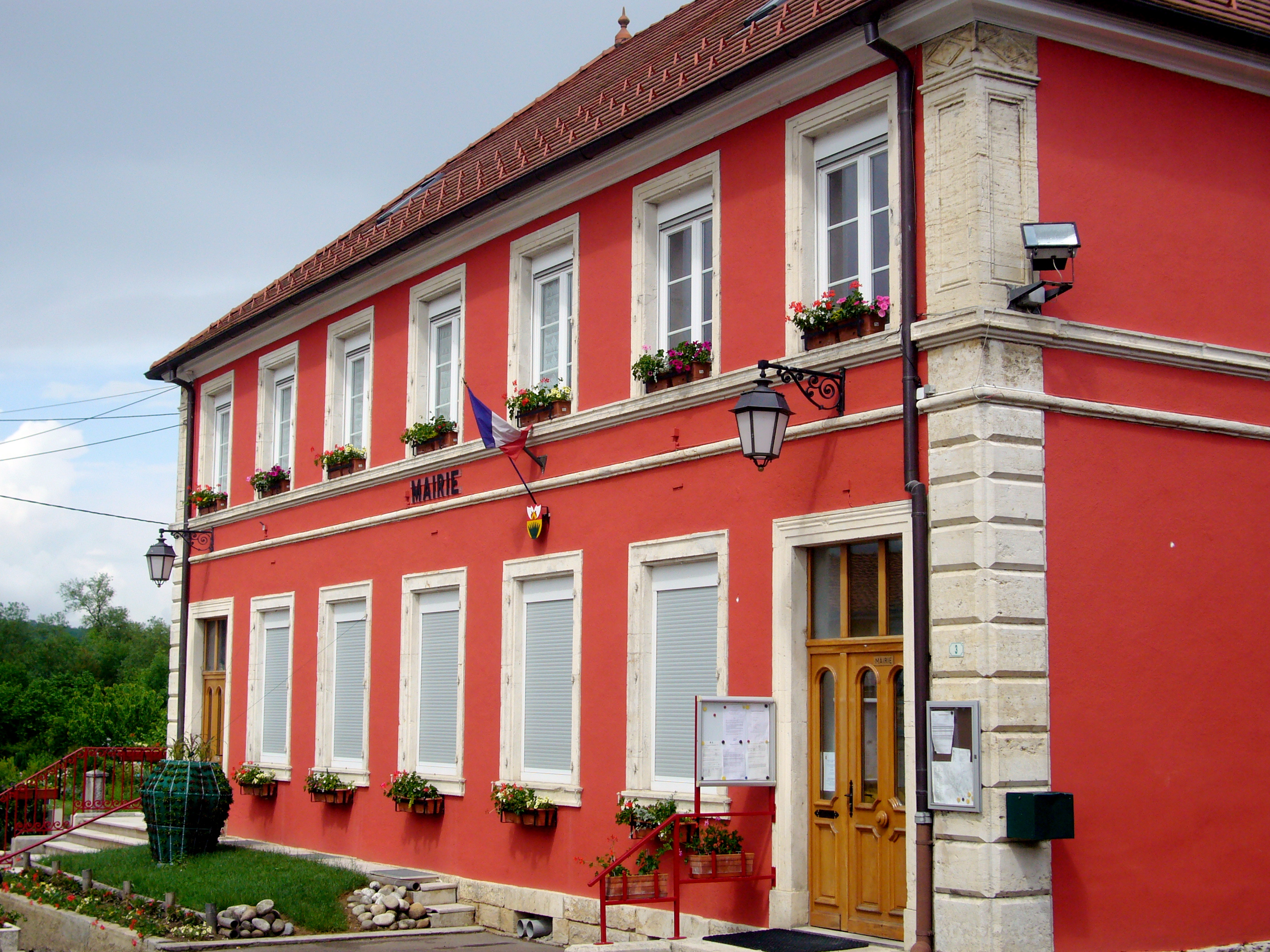
Mairie de Joncherey rénovée.

La commune, qui ne dispose pas de ressources financières importantes, possède cependant une école maternelle et primaire bien équipée, diverses associations actives dans le sport, des activités sociales et d'aide aux personnes, une bibliothèque et un camping municipal. Une salle municipale polyvalente rénovée est à la disposition des administrés et des associations qui souhaitent organiser des réunions ou des réceptions.

## Population et société

### Démographie
L'évolution du nombre d'habitants est connue à travers les recensements de la population effectués dans la commune depuis 1793. Pour les communes de moins de 10 000 habitants, une enquête de recensement portant sur toute la population est réalisée tous les cinq ans, les populations de référence des années intermédiaires étant quant à elles estimées par interpolation ou extrapolation. Pour la commune, le premier recensement exhaustif entrant dans le cadre du nouveau dispositif a été réalisé en 2007.

En 2022, la commune comptait 1 439 habitants, en évolution de +8,28 % par rapport à 2016 (Territoire de Belfort : −2,78 %, France hors Mayotte : +2,11 %).
| 1793 | 1800 | 1806 | 1821 | 1831 | 1836 | 1841 | 1846 | 1851 |
| ---- | ---- | ---- | ---- | ---- | ---- | ---- | ---- | ---- |
| 285  | 330  | 336  | 355  | 460  | 461  | 474  | 508  | 492  |

| 1856 | 1861 | 1866 | 1872 | 1876 | 1881 | 1886 | 1891 | 1896 |
| ---- | ---- | ---- | ---- | ---- | ---- | ---- | ---- | ---- |
| 484  | 496  | 518  | 468  | 447  | 473  | 531  | 489  | 465  |

| 1901 | 1906 | 1911 | 1921 | 1926 | 1931 | 1936 | 1946 | 1954 |
| ---- | ---- | ---- | ---- | ---- | ---- | ---- | ---- | ---- |
| 507  | 490  | 446  | 413  | 465  | 455  | 525  | 505  | 570  |

| 1962 | 1968 | 1990  | 1999  | 2006  | 2007  | 2012  | 2017  | 2022  |
| ---- | ---- | ----- | ----- | ----- | ----- | ----- | ----- | ----- |
| 783  | 981  | 1 300 | 1 314 | 1 359 | 1 366 | 1 279 | 1 353 | 1 439 |

### Enseignement
- École maternelle publique.
- École élémentaire publique.

### Santé
L'hôpital le plus proche est l'hôpital Nord Franche-Comté situé entre Belfort et Montbéliard, à Trévenans,.

### Loisirs et associations
- Association Hespal : destinée aux personnes âgées qui souhaitent participer à de multiples activités sociales et culturelles.
- Club de Judo-Kwaï Joncherey.
- Bibliothèque municipale : 8 500 ouvrages à disposition du public.
- Section locale du Souvenir Français.
- Section locale des Anciens Combattants.
- Camping municipal : le camping du « Passeloup » est implanté dans un lieu ombragé, en lisière de la forêt, un endroit calme et paisible dominant la vallée de l'Allaine et de la Covatte, éloigné de tout bruit de circulation. Son environnement intègre plusieurs étangs qui permettent de s'adonner au plaisir de la pêche. De multiples activités peuvent être pratiquées dans les environs : randonnées pédestres et équestres, promenades en forêt, pêche. Visite des curiosités géographiques et historique des villes et villages environnants.
- Salle polyvalente rénovée pouvant accueillir une centaine de personnes.
- Centre équestre : sous son air de club familial, le centre équestre Froehly de Joncherey cache une structure très organisée. Ici plus de 40 chevaux se côtoient, mais tous ne sont pas là pour les mêmes raisons. Un manège, une grande carrière, des paddocks et plusieurs activités dédiées au cheval y sont réunies : un club classique avec 15 montures (chevaux et double poneys), rassemblant quelque 150 licenciés, du cavalier débutant au compétiteur de classe C, D ou E et un élevage important.

### Personnalités liées à la commune
- Caporal Jules-André Peugeot, y est mort le 2 août 1914.
- Sous-lieutenant (lieutenant) Albert Mayer.
- Paul Michaillard (2 août 1920-8 mai 2009) (ancien résistant engagé en 1941 et maire de la commune pendant plus de 30 ans).

## Lieux et monuments
Église Saint-André

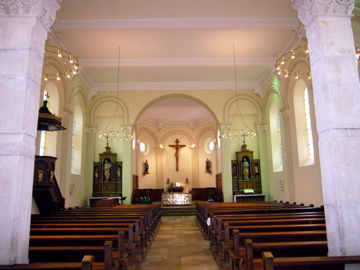
Nef rénovée de l'église Saint-André.

L'histoire de Joncherey en tant que commune indépendante se confond avec la fondation de sa première paroisse en 1865. Auparavant, la commune dépendait en partie de deux entités voisines Boncourt et Delle (voir chapitre historique).
L'église actuelle date des années 1860, elle fut donc construite sous le règne de S.M. l'empereur Napoléon III, en grande partie grâce à l'importante subvention allouée par son ministre des cultes, Jean-Baptiste Duvergier.
Il s'agit d'un édifice en forme de basilique romaine possédant une nef simple sans bas-côté se prolongeant en une abside en demi-cercle formant chœur. La nef est précédée d'un vestibule tambour formé par le premier niveau du clocher-porche. le plafond de la nef et du chœur est formé de caissons simplifiés dont les corniches sont sculptées de motifs géométriques le long d'une frise. Le toit de l'édifice est en bâtière et recouvert de tuiles. Le clocher-porche carré, agrémenté d'une horloge surmontant des abat-son en plein-cintre, est couvert d'une flèche en charpente comportant deux angles d'inclinaisons de quatre pans puis huit pans recouverts d'ardoises. La façade du clocher-porche est en pierre calcaire grise Elle comporte une double porte formant entrée, trois oculus de vitraux et une ouverture en plein-cintre géminée pour les abat-son. Le reste du bâtiment mélange une ossature de pierre et de moellons. Les ouvertures de la nef sont constituées de fenêtres en plein-cintre comportant des vitraux. Le chœur en abside est agrémenté de quatre oculus en vitraux. Cette église-hall de dimension modeste offre cependant une impression d'espace considérable de par le bon rapport mathématique de ses volumes intérieurs. La première travée de la nef est recouvert d'une tribune faisant mezzanine. La décoration intérieur est extrêmement sobre. Une chaire de vérité et deux autels latéraux décorent la nef. Le chœur est agrémenté d'un autel et d'un tabernacle de facture moderne en cuivre repoussé et de simples boiseries.
Le presbytère voisin et le bâtiment occupé par la mairie actuelle lui faisant face, datent approximativement de la même période.
L'intérieur de l'église Saint-André a été entièrement rénové entre 2006 et 2008 après de lourds travaux : rénovation du système de chauffage, mise aux normes de l'électricité, réfection des enduits intérieurs, peinture, rénovation du tambour, décapage et modifications des bancs, éclairage, restauration des sculptures. Ces travaux ont été en partie réalisés par la Paroisse locale et en partie subventionnés au titre de la conservation du patrimoine.
L'église a été équipée en 1884 d'une horloge Gugumus, construite de manière analogue aux horloges de l'entreprise d'horlogerie Ungerer. Ce mécanisme a été vendu 600 euros par la municipalité vers 2001-2008. Le rouage de mouvement se trouve actuellement aux États-Unis chez Mark Frank.
Monument au caporal Jules-André Peugeot

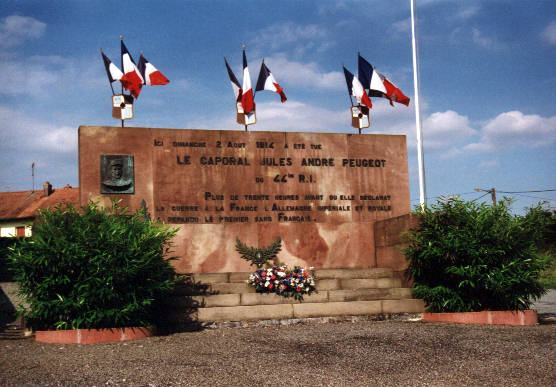
Monument au caporal Jules-André Peugeot, 1er tué français de la Grande Guerre.

C'est le 2 août 1914, 30 heures avant la déclaration de guerre, que périt à Joncherey le caporal Jules André Peugeot. Première de millions de victimes de la Première Guerre mondiale. Le 44e Régiment d'Infanterie de Montbéliard et le 11e Dragons de Belfort chargés de la surveillance du secteur avaient reculé, sur ordre, jusqu'au village. C'est là, devant la maison Daucourt sur la route menant à Bâle, que le caporal Peugeot, instituteur à Étupes dans le département du Doubs dans le civil, fut abattu par un cavalier allemand du 5e Régiment de Chasseurs de Mulhouse (ville allemande, à cette époque), le sous-lieutenant Camille Mayer qui fut abattu à son tour par les troupes françaises. Après la Première Guerre mondiale, un monument, érigé à la mémoire du caporal Peugeot fut inauguré en 1922 par le Président de la République, M. Raymond Poincaré. Œuvre du sculpteur A. Block, il fut détruit à la dynamite par les Allemands lors de la Seconde Guerre mondiale.
Dès la Libération, l'édification d'un nouveau monument, très différent de l'original, fut confiée au sculpteur belfortain Traut. C'est le monument que l'on peut voir aujourd'hui au carrefour des rues du Caporal-Peugeot et du 44e-Régiment-d'Infanterie.
Chapelle Sainte-Véronique
Datant du XIXe siècle, elle fut construite à l'emplacement d'une source miraculeuse dont les vertus s'attachaient plus spécialement aux problèmes oculaires.
Étang Verchat
Pour les amoureux de la nature et de la pêche, l'étang est un rendez-vous réputé des pêcheurs locaux et un lieu de promenade agréable.

## Photographies

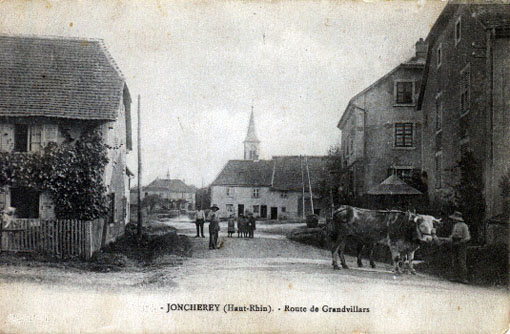
Joncherey à la fin du XIXe siècle.
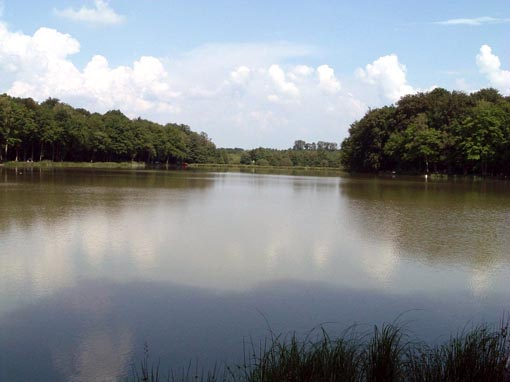
L'étang Verchat dans la forêt communale.
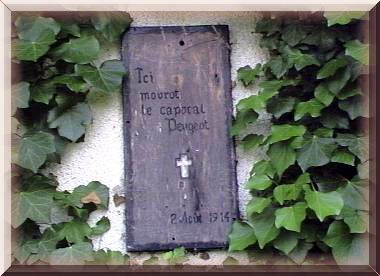
Plaque commémorative sur la maison devant laquelle s'effondra le caporal Peugeot en 1914.
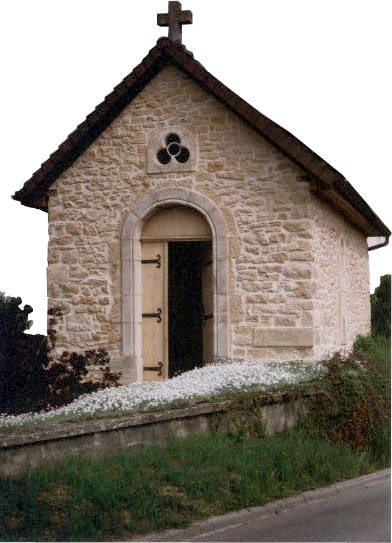
Chapelle Sainte-Véronique.
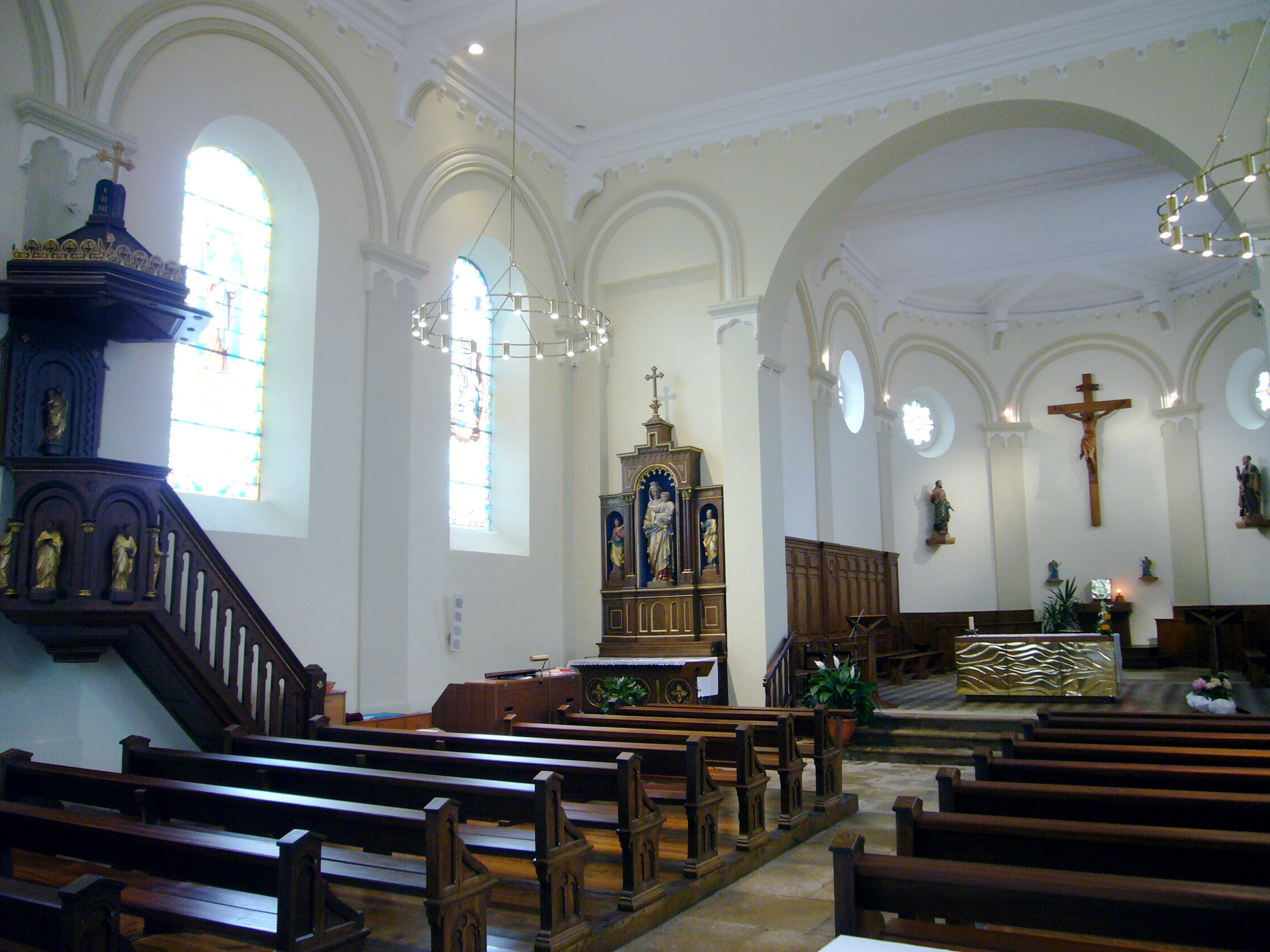
Nef de l'église Saint-André de Joncherey.
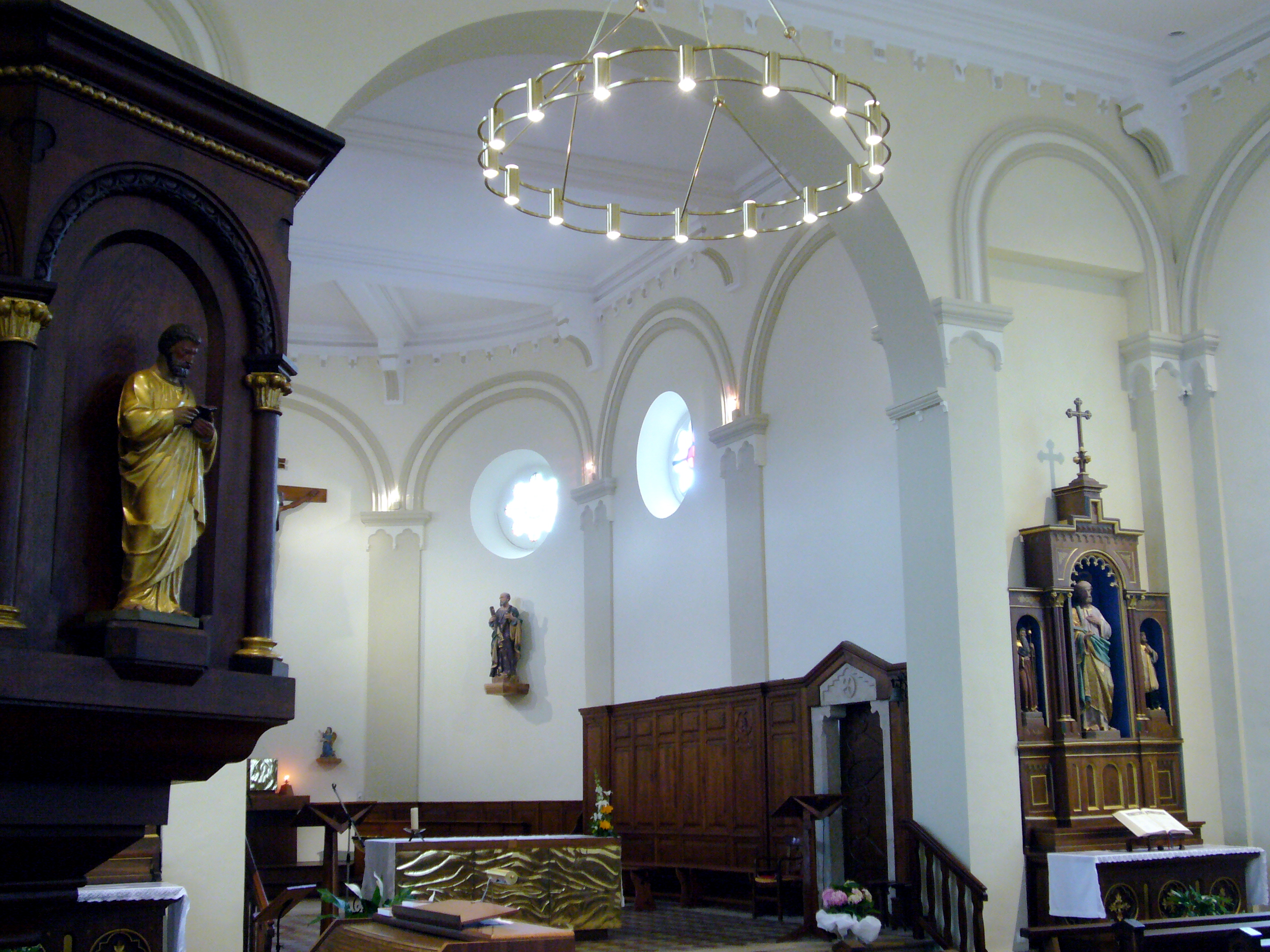
Chaire et chœur de l'église Saint-André.
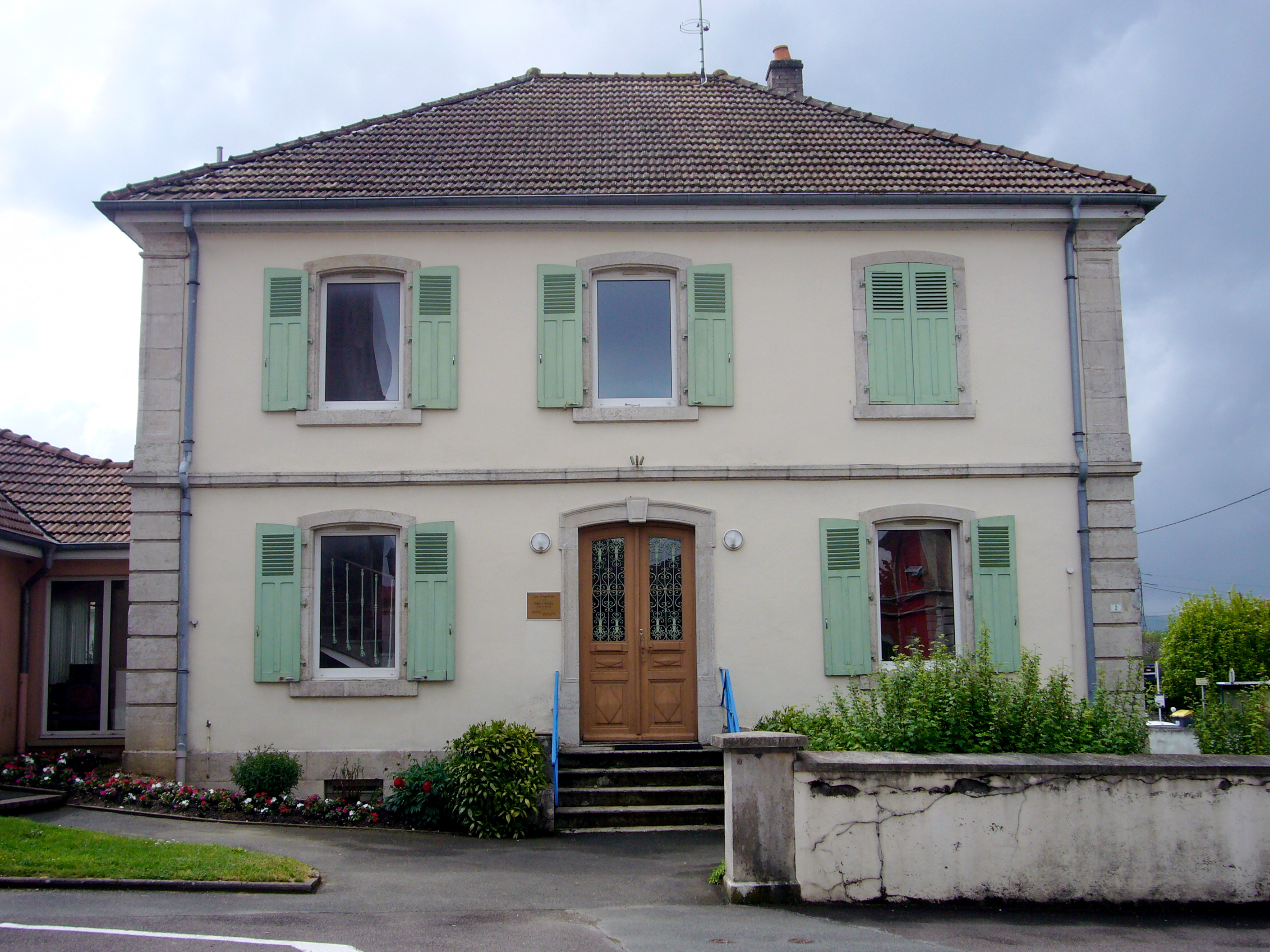
Ancienne cure du village.

## Pour approfondir